# Konstantínos Rhomaíos
Konstantínos Rhomaíos (grec moderne : Κωνσταντίνος Ρωμαίος ; Voúrvoura, 1874 - Athènes, 1966) est un archéologue grec.

## Biographie
En 1926, il lance les fouilles de Kalydon avec Frederik Poulsen qui s'étaleront jusqu'en 1938. Professeur d'archéologie à l'Université de Thessalonique de 1928 à 1940, il dirige en 1937 les fouilles de Vergina dont il découvre les tombes.

## Publications
- (el) Tegeatikai epigraphai, Bulletin de Correspondance Hellénique, 1912
- Les premières fouilles de Corfou, Bulletin de Correspondance Hellénique no 1, vol. 49, 1925, p. 190-218
- Erster vorläufiger Bericht über die dänisch- griechischen Ausgrabungen von Kalydon, avec Frederik Poulsen, 1927
- Corpus vasorum antiquorum: Grèce, 1930
- Cultes populaires de la Thrace : les Anasténaria, la cérémonie du Lundi Pur, Institut français d'Athènes, 1949
- Κέραμοι της Καλυδώνος : συμβολή εις ακριβεστέραν θεώρησιν της ελληνικής τέχνης / υπό Κωνσταντίνου Ρωμαίου / Εν Αθήναις : Η εν Αθήναις Αρχαιολογική Εταιρεία, 1951
- Ο Μακεδονικoς ταφος της Βεργινας, 1951